# Cerocoma turcica
Cerocoma turcica là một loài bọ cánh cứng trong họ Meloidae. Loài này được Pardo Alcaide miêu tả khoa học năm 1977.